# Municipio de Mound City (Arkansas)
El municipio de Mound City (en inglés: Mound City Township) es un municipio ubicado en el condado de Crittenden en el estado estadounidense de Arkansas. En el año 2010 tenía una población de 464 habitantes y una densidad poblacional de 6,47 personas por km².

## Geografía
El municipio de Mound City se encuentra ubicado en las coordenadas 35°13′25″N 90°8′16″O / 35.22361, -90.13778. Según la Oficina del Censo de los Estados Unidos, el municipio tiene una superficie total de 71.68 km², de la cual 66,65 km² corresponden a tierra firme y (7,02 %) 5,03 km² es agua.

## Demografía
Según el censo de 2010, había 464 personas residiendo en el municipio de Mound City. La densidad de población era de 6,47 hab./km². De los 464 habitantes, el municipio de Mound City estaba compuesto por el 66,16 % blancos, el 33,19 % eran afroamericanos, el 0,22 % eran amerindios, el 0,43 % eran de otras razas. Del total de la población el 1,08 % eran hispanos o latinos de cualquier raza.